# مورايا جناحية
مورايا جناحية (الاسم العلمي:Murraya alata) هي نوع من النباتات يتبع جنس المورايا من الفصيلة السذابية.